# 滝田洋一
滝田 洋一（たきた よういち、1957年 - ）は、日本のジャーナリスト、経済評論家。日本経済新聞編集委員。名古屋外国語大学特任教授。

## 略歴
1957年1月、千葉県で生まれる。
1981年に慶應義塾大学大学院法学研究科修士課程を修了した後、日本経済新聞社に入社。証券部、金融部、チューリヒ支局、経済部編集委員、論説副委員長、米州総局編集委員などを歴任した。
2008年に、リーマン・ショックに伴う世界金融危機の報道により、ボーン・上田記念国際記者賞を受賞した。
テレビ東京では、レギュラーコメンテーターとして、複数の番組で経済解説を務めている。2024年より名古屋外国語大学現代国際学部 グローバルビジネス学科の特任教授に着任して、現代企業論などを指導している。

## 人物
- 評論家としては、「世界経済の今」を俯瞰できる書籍を多数執筆している[4]。
- ジャーナリストとしては、ブラックロックCEOのローレンス・フィンク、IMF専務理事のクリスティーヌ・ラガルドなど、海外の著名な人物に対しても直接アポイントを取ってインタビューに成功している[4]。
- テレビ番組のコメンテーターとしては、「原油の問題だけに油断は禁物です」などといった駄洒落を交えてコメントを行うのが特徴である[4]。

テレビ東京系「ワールドビジネスサテライト」で、担当曜日違いの解説キャスターを務めている原田亮介とは、日経新聞の入社同期である。

## 出演番組
- BSテレビ東京 BSニュース 日経プラス10
- テレビ東京 ワールドビジネスサテライト
- BSジャパン 日経みんなの経済教室
- ほか

## 主な著書
- 滝田洋一『日本経済不作為の罪』日本経済新聞出版社、2002年。ISBN 9784532350192。
- 滝田洋一『日米通貨交渉 20年目の真実』日本経済新聞出版社、2006年。ISBN 9784532352387。
- 滝田洋一『世界金融危機開いたパンドラ』日本経済新聞出版社、2008年。ISBN 9784532260163。
- 滝田洋一『世界経済のオセロゲーム』日本経済新聞出版社、2011年。ISBN 9784532261139。
- 滝田洋一『通貨を読む』日本経済新聞出版社、2013年。ISBN 9784532112851。
- 滝田洋一『金利を読む』日本経済新聞出版社、2014年。ISBN 9784532113056。
- 滝田洋一『世界経済大乱』日本経済新聞出版社、2016年。ISBN 9784532263034。
- 滝田洋一『世界経済まさかの時代』日本経済新聞出版社、2016年。ISBN 9784532263225。
- 滝田洋一『今そこにあるバブル』日本経済新聞出版社、2017年。ISBN 9784532263461。
- 滝田洋一『世界経済 チキンゲームの罠』日本経済新聞出版社、2019年。ISBN 9784532263973。